# Marina City
Marina City is een appartementencomplex in de Amerikaanse stad Chicago. Het ligt aan de oever van de Chicago River. Het complex bestaat uit twee torens van elk 179 meter hoog. De onderste 19 verdiepingen zijn parkeerplaatsen.
Het complex is min of meer een kleine stad op zich. Tussen de torens is een theater, een zwembad, een sportcentrum, een ijsbaan, een aantal winkels, restaurants en een bowlingbaan te vinden. Het geheel ligt op een platform boven het water. Beneden aan de kade is een jachthaven te vinden.
Marina City staat op de hoesfoto van het album Yankee Hotel Foxtrot van de band Wilco.

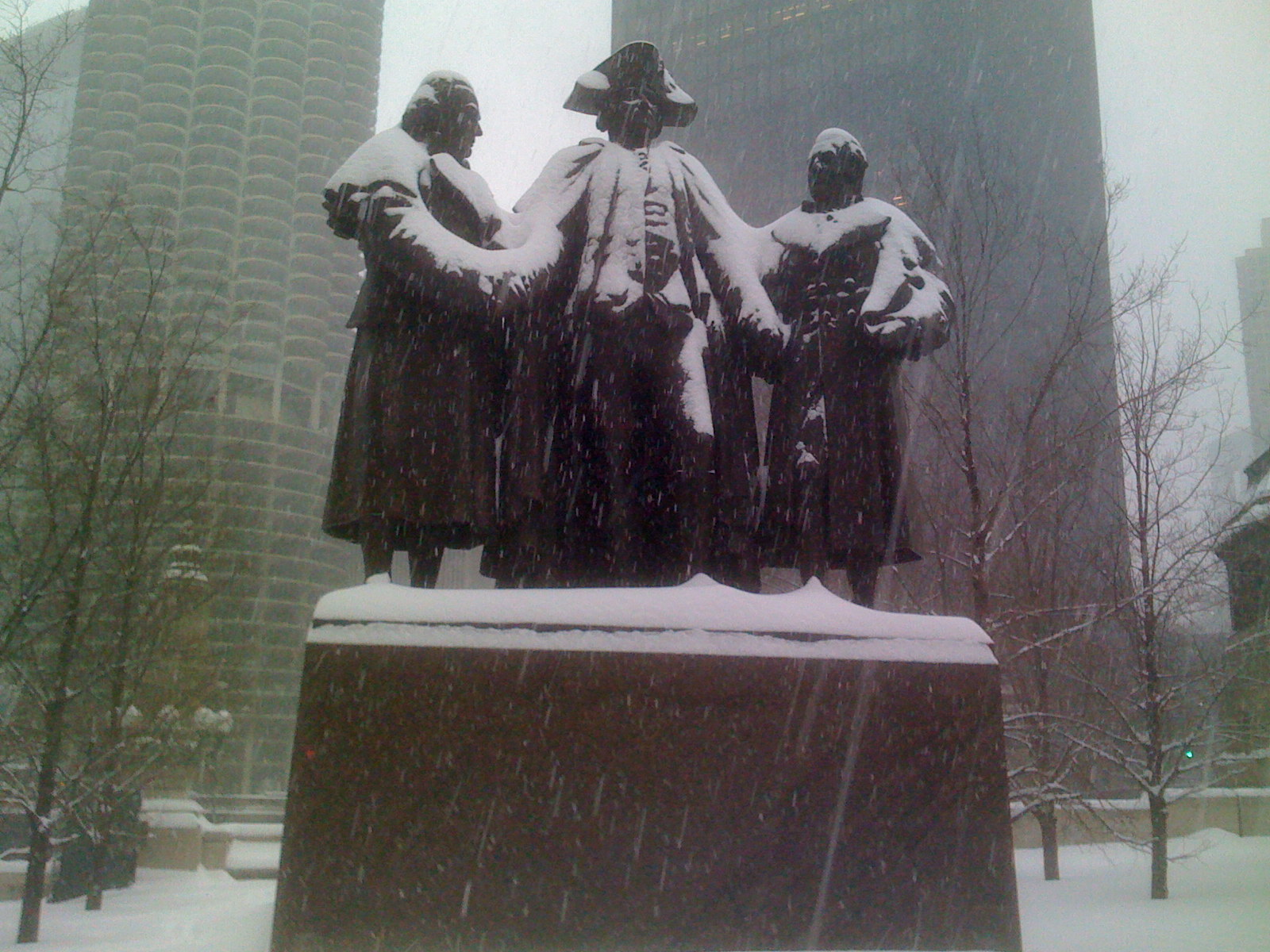
George Washington-Robert Morris-Haym Salomon Memorial met Marina City op de achtergrond.
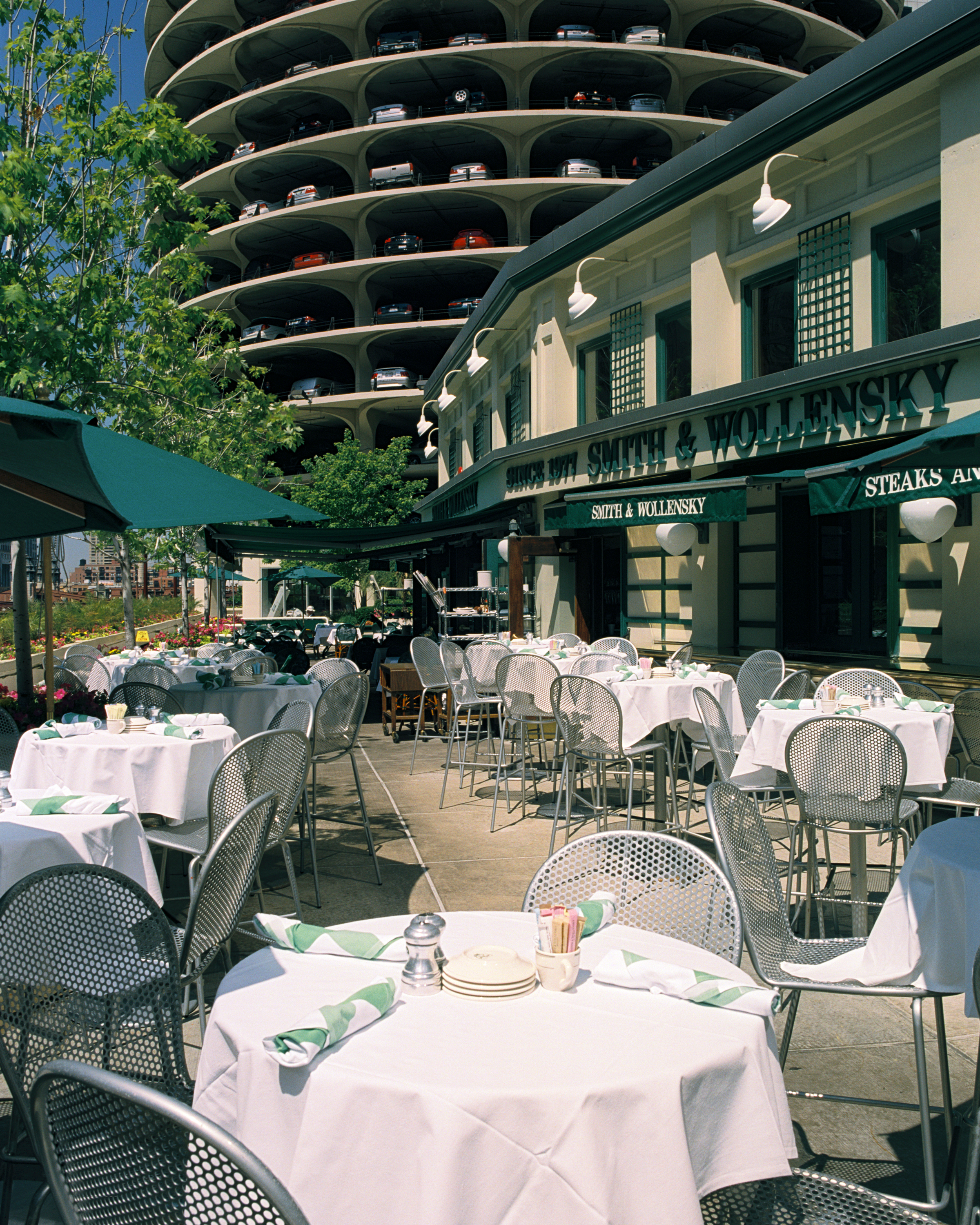
De patio van Smith & Wollensky steakhouse in Marina City
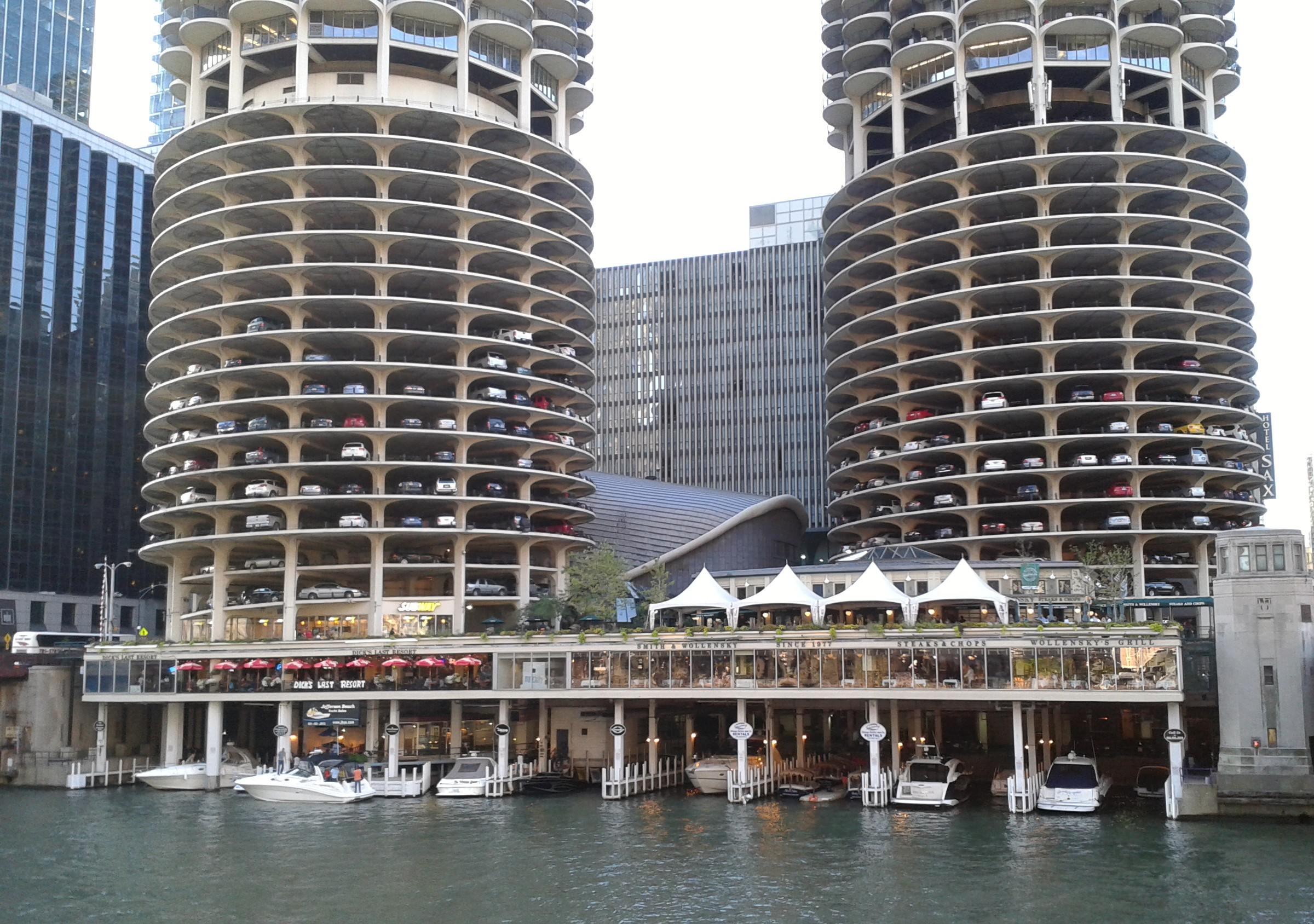
Jachthaven
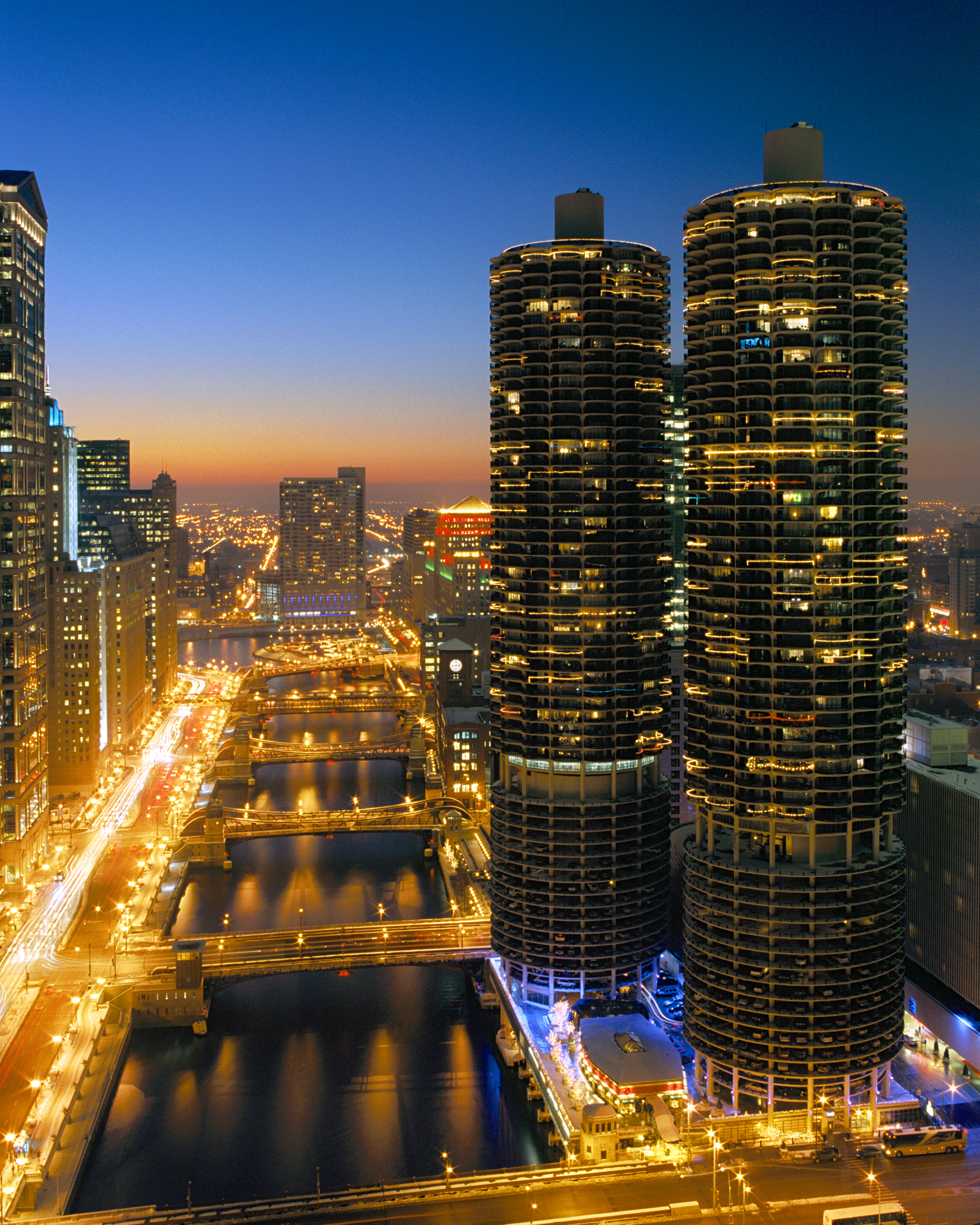